# Mosquée Bania Bachi

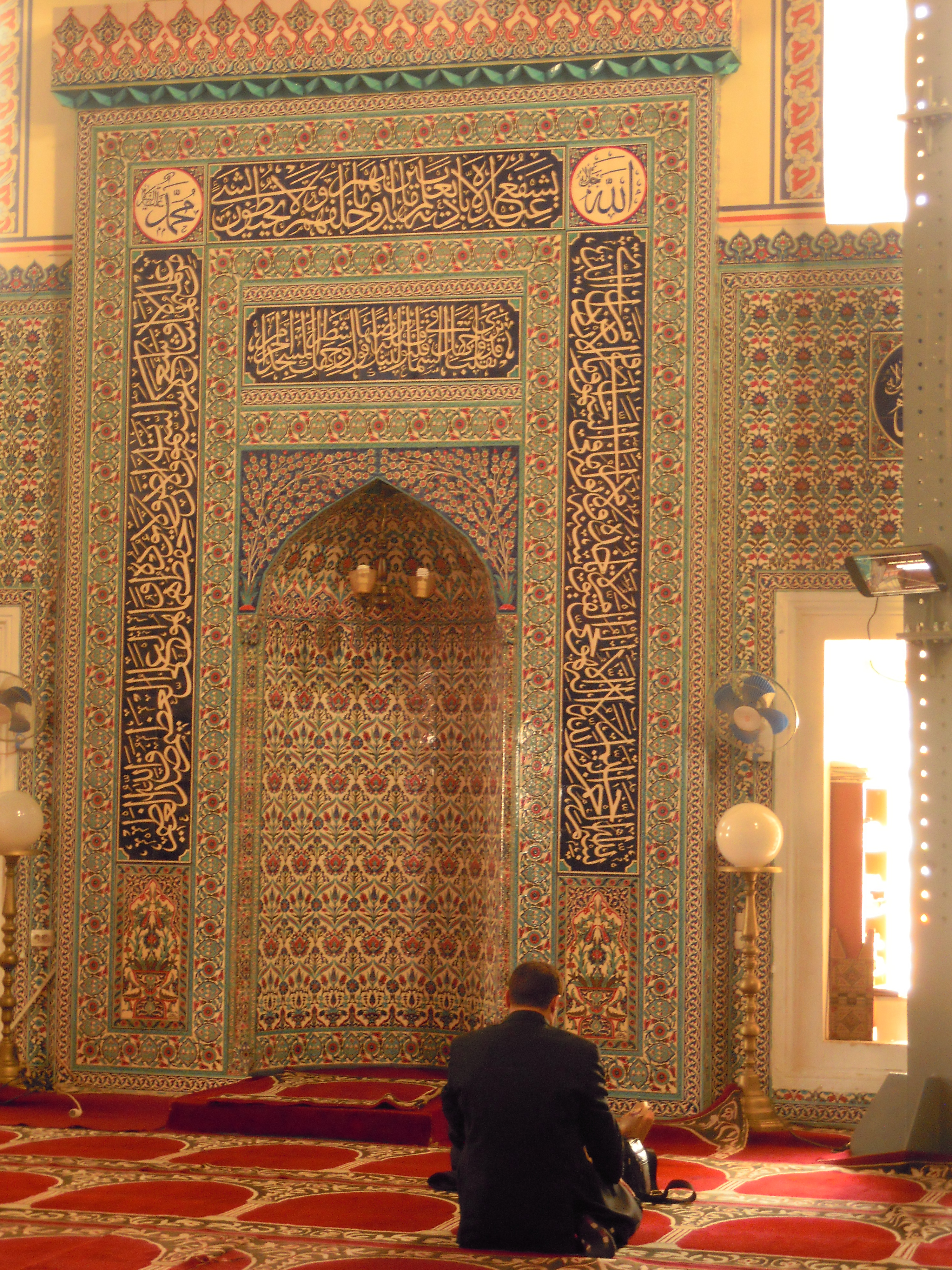
Mosquée Bania Bachi, Sofia

La mosquée Bania Bachi (Bulgare: Баня баши джамия, Banya bashi dzhamiya; Turc: Banya Başı Camii) est une mosquée bulgare se trouvant à Sofia. C'est l'une des plus anciennes mosquées d'Europe, elle a été construite en 1567.
La mosquée tire son nom de Bania Bachi une expression qui signifie « beaucoup de bains » ; elle est en effet voisine du bain minéral central. Son architecte est Mimar Sinan, un des plus grands architectes de l'Empire ottoman.
Aujourd'hui, la mosquée Bania Bachi est la seule mosquée encore en fonctionnement à Sofia. Elle est utilisée par la communauté musulmane de la ville, estimée à environ 8 614 personnes.